# Martin Galliker
Martin Galliker (24 de diciembre de 1973) es un deportista suizo que compitió en bobsleigh en la modalidad cuádruple. Ganó una medalla de plata en el Campeonato Europeo de Bobsleigh de 2008, en la prueba cuádruple.

## Palmarés internacional
| Campeonato Europeo | Campeonato Europeo | Campeonato Europeo | Campeonato Europeo |
| Año                | Lugar              | Medalla            | Prueba             |
| ------------------ | ------------------ | ------------------ | ------------------ |
| 2008               | Cesana (Italia)    | Medalla de plata   | Cuádruple          |